# Leptocerus amboasaryi
Leptocerus amboasaryi is een schietmot uit de familie Leptoceridae. De soort komt voor in het Afrotropisch gebied.